# 카냐베랄 데 파시오네스
《카냐베랄 데 파시오네스》(스페인어: Cañaveral de pasiones)은 1996년 방영된 멕시코의 텔레노벨라이다.